# Ligas Agrarias Cristianas
Las Ligas Agrarias Cristianas (LAC) son organizaciones campesinas de Paraguay que, en las décadas del 1960 y 1970, agruparon miles de personas alrededor de un ideal: vivir como hermanos, inspirados en las comunidades de los primeros cristianos. El afán de hermandad, conciencia y autonomía les hizo crecer económicamente, socialmente y espiritualmente, pero también les atrajo la enemistad del régimen de Alfredo Stroessner, el cual, en la segunda mitad del 1970, terminó brutalmente con la experiencia a fuerza de confiscaciones, expulsiones, apresamientos, torturas y asesinatos.

## Origen
Es difícil definir con exactitud el origen de las LAC. Ya en los años 1950, padres jesuitas de la zona de Misiones se acercan a comunidades campesinas y los invitan a encuentros donde reflexionan desde la lectura de la Biblia. Muchos de los participantes comparten entonces entre ellos y con los curas los problemas que viven a diario por la dependencia en que se encuentran frente a la dictadura de Alfredo Stroessner y su referentes locales: policía, delegados de gobierno, seccionales coloradas. Se hace sentir la falta de tierras para el cultivo y el costo de los alimentos. Sobre la base de estas reuniones el padre Ayala decide poner en contacto a los campesinos con la Juventud Obrera Cristiana (JOC), ya organizada.
El término Ligas Agrarias Cristianas surge por primera vez en el año 1960, en una reunión en Santa Rosa, Misiones, entre campesinos, miembros de la Iglesia Católica y de la JOC. En aquella ocasión se conforma la primera Liga.

## Vivencia en las Ligas
Consistentes al principio en espacios de reunión y reflexión, las LAC fueron influyendo progresivamente todos los aspectos de la vida de sus integrantes. La tierra se trabajaba en común, se implementaron almacenes de consumo para abaratar el costo de las mercaderías, y fueron creadas escuelitas campesinas donde niños y adultos aprendían en guaraní, el idioma materno de los campesinos paraguayos, y que era prohibido utilizar en las escuelas oficiales.
En algunas comunidades se implementaron talleres de confección de ropas con el algodón producido localmente. Se realizaban fiestas independientemente de las organizadas por las autoridades, lo que en aquella época era impensable.
En testimonio de integrantes de las LAC se nota también una evolución en su percepción de la Iglesia. La iglesia, que al principio usan para hablar de la institución católica, pasa a ser llamada la "jerarquía", y se perciben a ellos mismo como Iglesia.
Impulsados primeramente por los propios curas, los campesinos organizados llevaron su reflexión y su compromiso aún más allá de lo esperado, al punto de llegar a un alejamiento de la institución eclesiástica, más prudente.

### Estigmatización
A medida que las LAC se volvían más sólidas y atraían más campesinos, también en parte se iban aislando dentro de la sociedad paraguaya. Pertenecer a una Liga era mal visto del gobierno, el cual hacía correr la voz de que se trataba de una peligrosa organización comunista, terrorista. Las frecuentes visitas de la policía, la exulsión de niños de las escuelas públicas y otras formas de marginalización influían en la imagen de los miembros de las Ligas, los cuales eran abandonados, despreciados o incluso espiados por vecinos y parientes.

## Crecimiento y organización
En los siguientes años se fueron creando más Ligas, no solo en la región de Misiones sino en otros puntos de país, en especial en el departamento de Cordillera. Ahí fueron acompañados no tanto por los jesuitas sino por los franciscanos, más presentes en la región. A las organizaciones de Cordillera se sumaron grupos de Caaguazú.
Una vez federadas a nivel regional, las LAC se unieron en una organización nacional, la Federación Nacional de Ligas Agrarias Cristianas (FENALAC), en el año 1964. Estuvo conformada una Junta Directiva de cinco miembros, oriundos de todo en país, que se reunirían cada seis meses. La Junta debía ser renovada cada dos años.
Sin embargo, algunos de los miembros no estaban de acuerdo con el carácter independiente de la organización y crearon, el año siguiente, la Federación Campesina Cristiana (FCC), en el seno de la Confederación Central de Trabajadores (CCT). 
El 14 de agosto de 1971, luego de seis años de caminar cada una por su lado, y en respuesta a un aumento de las persecución de partes del gobierno, las dos organizaciones se volvieron a reunir para finalmente fusionar en una nueva organización: la Coordinación Nacional de Bases Campesinas Cristianas (KOGA). La estructura de esta nueva formación muestra el camino recorrido por los campesinos durante estos años: ya no existe Junta Directiva ni representantes permanentes. La organizaciones de base envían nuevos delegados para cada encuentro. A inicio de cada reunión se eligía un coordinador y un secretario, cuyas funciones terminaban al levantarse la sesión. Esta nueva forma de organización refletaba a la vez el deseo de horizontalidad en la toma de decisiones como el implicar a todos, pero también evitar que dirigentes visibles puedan ser el blanco de la represión de parte de las autoridades.
La KOGA tenía un rol de coordinación entre las Ligas, pero éstas quedaban autónomas, no pudiéndose tomar resoluciones obligatorias desde arriba.

### Los jóvenes también
En las comunidades donde estaban activas las LAC se formaron otras agrupaciones bajo el nombre de Juventud Agraria Cristiana (JAC). Las JAC eran independientes de las Ligas, aunque trabajan en conjunto. También en ellas, se empezó eligiendo dirigentes, y posteriormente se optó por disolverlos y tomar todas la decisiones en asamblea. Para encuentros regionales nacionales, eran elegidos dos delegados, un varón y una mujer.
Las JAC tuvieron un papel importante en las comunidades, especialmente en programas de alfabetización.

## Una nueva sociedad
A partir del 1969, la experiencia de las LAC alcanza otro nivel. En distintas regiones, grupos de campesinos dejan su tierra de origen para fundar nuevas comunidades, donde llevar aún más lejos en la vivencia comunitaria.

### Jejui
Una de las primeras, y quizás la más importante, es la de San Isidro de Jejui. A través del recién creado Instituto de Bienestar Rural (IBR) para aplicar la reforma agraria anunciada por el gobierno, un grupo de familias se ve adjudicado 3.000 hectáreas en el norte del país, en una región casi despoblada. 
La estrategia de la reforma agraria era la siguiente: se ofrecía a campesinos unas tierras en medio del monte, sin víveres, herramientas ni ningún tipo de apoyo. Después de un tiempo, ante el hambre y la enfermedad, la gran mayoría se veían obligados a abandonarlas y trabajar en condiciones de semiesclavitud en las grandes estancias vecinas. Se trataba en resumen de una política que buscaba desplazar, desarraigar y poner en situación de mayor dependencia al pueblo campesino, dejando la tierra en manos de grandes inversores y personajes influyentes del régimen.
Pero en el caso de Jejui, la experiencia de los ligaré (así eran llamados los miembros de las LAC) permitió que logren instalarse y desarrollar una comunidad próspera. Y no solo para los pioneros, sino para muchos pobladores de la zona quienes, atraídos por la posibilidad de una vida digna, se sumaban a la comunidad.
Esta fuerza atractiva de Jejui hizo que se convirtió en el centro de una nueva nebulosa de comunidades campesinas en el Norte, donde las Ligas habían tenido poca presencia hasta entonces. Paralelamente, se hicieron más escasas las relaciones con las Ligas de otras regiones, tanto por la distancia como por la originalidad del nuevo movimiento.
La experiencia de Jejui duró unos seis años. El 8 de febrero de 1975, un comando conjunto de la policía y las fuerzas armadas tomó la comunidad. Aproximadamente 120 personas fueron apresadas y el ejército quedó en el lugar durante más de 3 meses, impidiendo que se haga la cosecha, controlando la ida y venida de personas, convirtiendo así el sitio en un verdadero campo de prisión colectiva. Luego de la confiscación, de las tierras de Jejui fueron ocupadas por Felipe Matiauda, primo del dictador.
El lugar donde fuera asentada la comunidad ha sido declarado “Sitio histórico y de Conciencia” por la Comisión Verdad y Justicia en el año 2014
En el año 1989, un grupo de sobrevivientes fundó la Asociación Campesina San Isidro del Jejui, con el objetivo de recuperar las tierras que les fueron arrebatadas. Luego de numerosos bloqueos (títulos falsos, expulsión...), finalmente consiguieron la titulación de las tierras en el año 2012.

### Acaray
En el 1972, un grupo de campesinos de Misiones, liderados por Victoriano Centurión, se instaló a orillas del Acaray con el deseo de crear una comunidad ideal. Mal organizados, alejados de quienes pudieran apoyar a los pioneros y perseguidos desde el principio por la policía, quién llevó presos a Centurión y otro de sus compañeros, la iniciativa quedó en estado vegetativo. En 1975, una nueva intervención policial se soldó por el arresto de cinco campesino y la expulsión de un fraile franciscano. A pesar de este golpe, la comunidad siguión de pie. Finalmente, en marzo de 1980, ante el acoso de la esposa del general Ramos Jiménez, quien pretendía adueñarse de las tierras de la comunidad, unos veinte pobladores armados tomaron un colectivo para ir a las oficinas de IBR a reclamar por esta situación. La salida terminó en enfrentamiento, huida y persecución. Diez campesinos fueron asesinados, y los demás en su mayoría apresados y torturados.

### Otras comunidades
En Misiones, en dos ocasiones, miembros de las LAC ocuparon tierras pertenecientes, la primera a la Iglesia Católica, la segunda al obispo de Misiones, Monseñor Bogarín. Estas ocupaciones no solo eran para instalarse y trabajar la tierra. Se trataba también de interpelar a la Iglesia, a obligarla a tomar una posición más clara ante la creciente oposición entre las LAC y el régimen. Aunque los campesinos no fueron expulsados, la jerarquía católica tomó aún más distancia con el movimiento campesino luego de estos episodios.

## La Represión
Desde sus inicios, las LAC fueron mal vistas por el poder. En una situación en que estaba declarado el estado de sitio en forma permanente, en que cualquier forma de organización debía ser visada por el Ministerio del Interior, estas agrupaciones fuera del control de gobierno llevaban de por sí una marca de sedición. Ya en los años 1960, eran frecuentes la citaciones a las comisarías.
Sin embargo, no fue antes del 1972 que se empezaron a distinguir claramente acciones coordinadas desde el gobierno central, como la expulsión de dos padres jesuitas en este mismo año. Tres años después es destruida la colonia San Isidro de Jejui.

### La Pascua Dolorosa
En el año 1976 se da el golpe final a las LAC, en una clara decisión de aniquilación. En la Semana Santa, del 11 al 18 de abril (la llamada "Pascua Dolorosa"), la policía visita todas las casas de los ligaré, llevándose cientos de personas a Abraham Cué, un lugar de detención en San Juan Bautista, y torturándolos sistemáticamente.
Desde Misiones, la represión se extendió por todo el país, siempre con la misma violencia. Aunque no se tiene cifra exacta, por la cantidad de desaparecidos, se considera que más de 3.000 personas fueron privadas de su libertad.
A partir de este momento terminaron de existir las Ligas Agrarias Cristianas. Muchos de sus miembros vivieron escondidos o se exiliaron, o intentaron recrear un poco de lo vivido dentro de organizaciones menos radicales.

## La Herencia
Actualmente existen numerosas organizaciones campesinas en Paraguay, muchas de ellas organizadas a nivel nacional, como en el caso de la Mesa Coordinadora Nacional de Organizaciones Campesinas (MCNOC) o la Federación Nacional Campesina (FNC). En general no se reclaman de las Ligas Agrarias, cuya memoria fue apagada por los últimos años de la dictadura y la falta de interés de los gobiernos que siguieron.existe. Aun así, las LAC marcan una época de oro y una referencia sin igual para muchos campesinos que siguen la lucha por la tierra. El C.P.C.C ., Centro de Promoción Campesina de la Cordillera asentada en el Km. 57 de la ruta 2 también fue producto de la LAC. Actualmente dicha institución esta prácticamente desaparecida. Sus dirigentes fundadores fueron de las Ligas Agrarias Cristianas.